# (13077) Edschneider
(13077) Edschneider (1991 VD10) – planetoida z grupy pasa głównego asteroid okrążająca Słońce w ciągu 3,75 lat w średniej odległości 2,41 j.a. Odkryta 4 listopada 1991 roku.